# IC 1106
IC 1106 ist eine Spiralgalaxie vom Hubble-Typ S im Sternbild Schlange am Nordsternhimmel. Sie ist schätzungsweise 557 Millionen Lichtjahre von der Milchstraße entfernt.
Das Objekt wurde am 18. Mai 1892 von Stéphane Javelle entdeckt.